# Кен (военачальник)
Кен (греч. Koῖνος) — македонский военачальник, зять Пармениона, родился около 370 года до н. э., умер в 326 году до н. э.

## Биография
Кен родился в семье представителя верхнемакедонской аристократии Полемократа из области Элимея не позднее 366 года до н. э. Предположительно братом Кена был Клеандр. Отец Кена Полемократ во время правления Филиппа II получил земельные владения на Халкидиках. Также земельный надел получил и Кен.
Кен принимал участие в битве при Херонее в 338 году до н. э. и заслужил похвалу царя Филиппа.
Арриан упоминает Кена в качестве командира таксиса, предположительно, элимиотов во время войны с иллирийским племенем тавлантиев, которым правил Главкий, в 335 году до н. э. В конце 335 года до н. э. Кен женился на дочери влиятельного военачальника Пармениона, предположительно, вдове Аттала.
Во время битвы при Гранике 334 года до н. э. таксис Кена располагался на правом фланге между войсковыми соединениями Пердикки и Аминты. Зимой 334/333 года до н. э. Александр отправил домой воинов, которые вступили в брак незадолго до похода. Их начальство было возложено на Птолемея, Кена и Мелеагра, также бывшими молодожёнами. В конце 333 года до н. э. у пары родился сын Пердикка.
Кену, в числе других военачальников, которых отправили в Македони, было поручено рекрутировать как можно больше войск. Впоследствии они прибыли к Александру Македонскому в Гордион с 3 тысячами воинов, 300 македонскими, 200 фессалийскими и 150 элейскими всадниками.
Во время битвы при Иссе 333 года до н. э. таксис Кена поместили на правом фланге, рядом с гипаспистами Никанора. Во время штурма Тира в 332 году до н. э. Александр поручил Кену руководство одном из кораблей с оборудованием для взятия городской стены. Арриан упоминает таксис Кена в числе тех, которые устроили в городе бойню.
При Гавгамелах, как и при Иссе, таксис Кена расположили на правом фланге рядом с гипаспистами. Во время сражения Кен был тяжело ранен стрелой.
В конце 331 года до н. э. Александр отправил таксисы Полиперхона, Аминты, Кена в сопровождении конницы Филоты форсировать реку Аракс, пока он сам сражался с войском Ариобарзана у Персидских ворот. Из Персеполя войско Александра через Каспийские ворота дошло до Хоарены, где царь поручил Кену собрать провиант перед переходом через пустыню. Однако Александр не дождался Кена и начал преследование Дария III с наиболее быстрыми отрядами. Остальное войско было поручено в управление Кратеру, с приказом следовать за Александром в обычном темпе.
Во время кампании против мардов и Сатибарзана таксис Кена подчинялся непосредственно Александру.
Во время процесса в 330-м до н. э. году над сыном Пармениона и командующим гетайрами Филотой, заподозренным друзьями Александра в участии в заговоре против царя, Кен был одним из главных обвинителей. В изложении Квинта Курция Руфа, во время общевойскового суда Кен выступил с гневной обвинительной речью против Филоты. В конце своей речи он даже схватил камень, чтобы бросить в Филоту, тем самым начав побиение камнями. Александр был даже вынужден остановить Кена, так как суд предполагал также выступление обвиняемого. После осуждения Филоты Кен был одним из тех военачальников, которые убедили Александра вырвать у Филоты признание в участии в заговоре под пытками. По одной из версий, такое рвение против Филоты было связано с желанием Кена не оказаться одной из жертв репрессий, направленных против членов семьи Пармениона, на дочери которого он был женат.
Кен принимал активное участие в подавлении восстания в Согдиане в 328 году до н. э. под предводительством Спитамена.
Когда во время индийского похода в 326 году до н. э. у Гифасиса войско отказалось идти дальше, Кен, обладая большим авторитетом в армии, публично и эмоционально выразил мысль многих воинов о необходимости возвращения.
Вскоре Кен скончался от болезни. Был оплакан царем и всем войском и погребен с большим великолепием.

## Оценки
Кен руководил наиболее боеспособным и мобильным таксисом пехоты в македонской армии Александра Македонского. Об этом свидетельствуют расположение подразделения Кена на правом ударном фланге во время генеральных сражений, использование в составе мобильных ударных групп для выполнения особых заданий, а также особый термин «астетайры», который используется в античных источниках для его обозначения.